# L'Arrivée des glaces
L'Arrivée des glaces (titre original : The Coming of the Ice) est une nouvelle de science-fiction de Green Peyton Wertenbaker publiée pour la première fois en 1926 dans Amazing Stories.

## Résumé
En 1930, Carl Dennell se fait opérer par son ami Sir John afin d'accéder à la vie éternelle.
Mais rapidement le cobaye déchante, en plus d'avoir perdu son unique amour, il va rapidement perdre tout ce qui fait de lui un être humain : sentiments, ambition...
Il finira par traverser les époques, relatant l'évolution d'une humanité qui tend vers la perfection et qui finit par disparaître, et par se retrouver finalement le dernier homme sur terre.